# Pont-Aven
Pont-Aven je naselje in občina v severozahodnem francoskem departmaju Finistère regije Bretanje. Mesto je leta 2008 imelo 2.929 prebivalcev.

## Geografija
Kraj leži v pokrajini Cornouaille ob začetku estuarija reke Aven, 33 km jugovzhodno od Quimperja.

## Uprava
Pont-Aven je sedež istoimenskega kantona, v katerega so poleg njegove vključene še občine Moëlan-sur-Mer / Molan Névez / Nevez in Riec-sur-Belon / Rieg s 16.026 prebivalci.
Kanton Pont-Aven je sestavni del okrožja Quimper.

## Zanimivosti
,
- Kraj je bil po letu 1870 stičišče številnih slikarskih mojstrov, med drugim je v njem prebival tudi Paul Gauguin, vodja francoskega postimpresionizma in eden utemeljiteljev slikarske šole École de Pont-Aven,
- Muzej lepih umetnosti,
- neogotska cerkev sv. Jožefa iz konca 19. stoletja.